# エレン・バースティン
エレン・バースティン（Ellen Burstyn、本名: Edna Rae Gillooly、1932年12月7日 - ）は、アメリカ合衆国の女優。ミシガン州出身。

## 来歴
女優になる前はモデル・ショーガール・ナイトクラブのダンサーなどをしていた。そして1957年にブロードウェイにデビューするチャンスを掴む。1960年代の初めにはテレビにも出るようになる。しかし演技の勉強をしたことがなかったため、アクターズ・スタジオに入り、リー・ストラスバーグから学んだ。
1971年公開の『ラスト・ショー』でアカデミー賞とゴールデングローブ賞にノミネートされて注目される。1973年の『エクソシスト』では悪魔に取り憑かれた娘の母親役を演じ、アカデミー賞の主演女優賞とゴールデングローブ賞の主演女優賞にノミネートされる。翌1974年公開の『アリスの恋』でアカデミー主演女優賞を受賞。
以降アカデミー主演女優部門で『セイム・タイム、ネクスト・イヤー』、『レザレクション/復活』、『レクイエム・フォー・ドリーム』の3本でノミネートされている。『レクイエム・フォー・ドリーム』ではインディペンデント・スピリット賞主演女優賞受賞。
1986年には、TVでシットコム「The Ellen Burstyn Show」に主演した。
現在はアクターズ・スタジオの学長をアル・パチーノ、ハーヴェイ・カイテルと共に務めている。
2017年、実話から着想を得たダークコメディ「Bathing Flo.（原題）」で、84歳にして監督デビューを果たす。ニューヨークで、家賃免除と引き換えに、とある家の留守番を務めることになった男性。実はそこにはフロという年老いた女性が住んでいて、はからずも同居を始めるが、その女性役をバースティンが演じる。

## 私生活
私生活では3度の結婚歴があり、1950年にビル・アレクサンダーと結婚し1957年に離婚。1958年にはポール・ロバーツと結婚し、1962年に養子を取るが同年離婚。1964年、俳優のニール・バースティンと再婚するが、1972年に離婚。離婚後は芸名を変えずバースティン姓で通している。

## 主な出演作品
| 公開年    | 邦題 原題                                                                    | 役名                     | 備考                                                                                |
| --------- | ---------------------------------------------------------------------------- | ------------------------ | ----------------------------------------------------------------------------------- |
| 1964      | さよならチャーリー Goodbye Charlie                                           | フランジー               |                                                                                     |
| 1964      | 踊れ!サーフィン For Those Who Think Young                                    | ポーリン                 |                                                                                     |
| 1970      | ヘンリー・ミラーの北回帰線 Tropic of Cancer                                  | モナ・ミラー             |                                                                                     |
| 1971      | ラスト・ショー The Last Picture Show                                         | ロイス・ファロー         |                                                                                     |
| 1972      | キング・オブ・マーヴィン・ガーデン -儚き夢の果て- The King of Marvin Gardens | サリー                   |                                                                                     |
| 1973      | エクソシスト The Exorcist                                                    | クリス・マクニール       |                                                                                     |
| 1974      | アリスの恋 Alice Doesn't Live Here Anymore                                   | アリス・ハイアット       | アカデミー主演女優賞 受賞 英国アカデミー賞 主演女優賞 受賞                          |
| 1974      | ハリーとトント Harry and Tonto                                               | シャーリー               |                                                                                     |
| 1977      | プロビデンス Providence                                                      | ソニア                   |                                                                                     |
| 1978      | 女の叫び A Dream of Passion                                                  | ブレンダ                 |                                                                                     |
| 1978      | セイム・タイム、ネクスト・イヤー Same Time, Next Year                        | ドリス                   | ゴールデングローブ賞 主演女優賞 (ミュージカル・コメディ部門) 受賞                   |
| 1980      | レザレクション/復活 Resurrection                                             | エドナ                   |                                                                                     |
| 1984      | ジェノサイド・ストーム The Ambassador                                        | アレックス・ハッカー     |                                                                                     |
| 1985      | 燃えてふたたび Twice in a Lifetime                                           | ケイト・マッケンジー     |                                                                                     |
| 1986      | アクト・オブ・ベンジェンス Act of Vengeance                                  | マーガレット             | テレビ映画                                                                          |
| 1987      | 裏切りの街角 Pack of Lies                                                    | バーバラ・ジャクソン     |                                                                                     |
| 1988      | ハンナ・セネシュ Hanna's War                                                 | カタリン                 |                                                                                     |
| 1991      | 愛の選択 Dying Young                                                         | オニール夫人             |                                                                                     |
| 1993      | セメタリークラブ The Cemetery Club                                           | エスター                 |                                                                                     |
| 1994      | トリック・オブ・ザ・アイ Trick of the Eye                                    | フランシス・グリフィン   | テレビ映画                                                                          |
| 1994      | 判決のとき Getting Gotti                                                     | ジョー                   | テレビ映画                                                                          |
| 1994      | 男が女を愛する時 When a Man Loves a Woman                                    | エミリー                 |                                                                                     |
| 1994      | 誰かが見ていた Getting Out                                                   | アーリーの母             | テレビ映画                                                                          |
| 1995      | キルトに綴る愛 How to Make an American Quilt                                 | ハイ（フィンの祖母）     |                                                                                     |
| 1995      | ベビー・シッターズ・クラブ The Baby-Sitters Club                             | エミリー                 |                                                                                     |
| 1995      | 最高のルームメイト Roommates                                                 | ジュディス               |                                                                                     |
| 1996      | クリスマス・ボックス2 -愛は時を越えて- Timepiece                             | モード                   | テレビ映画                                                                          |
| 1996      | この森で、天使はバスを降りた The Spitfire Grill                              | ハナ・ファーガソン       |                                                                                     |
| 1997      | 走れ!僕のフラッシュ Flash                                                    | ローラ・ストロング       | テレビ映画                                                                          |
| 1997      | ライアー Deceiver                                                            | ムック                   |                                                                                     |
| 1998      | マイ・ハート、マイ・ラブ Playing by Heart                                    | ミルドレッド             |                                                                                     |
| 2000      | メッセージ・オン・ザ・バルーン ～風の便箋～ Mermaid                          | トリシュ                 | テレビ映画                                                                          |
| 2000      | レクイエム・フォー・ドリーム Requiem for a Dream                             | サラ・ゴールドファーブ   | インディペンデント・スピリット賞主演女優賞 受賞 ストックホルム国際映画祭女優賞 受賞 |
| 2000      | 裏切り者 The Yards                                                           | ヴァル・ハンドラー       |                                                                                     |
| 2000-2002 | ザッツ・ライフ～リディアの人生ゲーム～ That's Life                           | ドリー                   | テレビシリーズ、34エピソードに出演                                                  |
| 2001      | ドッドソンの長い旅 Dodson's Journey                                          | 母親                     |                                                                                     |
| 2002      | ヤァヤァ・シスターズの聖なる秘密 Divine Secrets of the Ya-Ya Sisterhood      | ヴィヴィ                 |                                                                                     |
| 2002      | レッド・ドラゴン Red Dragon                                                  | グランマ・ドラハイド     | 声のみ、クレジットなし                                                              |
| 2003      | ヒヤシンス・ブルーの少女 Brush with Fate                                     | リカ                     | テレビ映画                                                                          |
| 2005      | ミセス・ハリスの犯罪 Mrs. Harris                                             | 元恋人3                  | テレビ映画                                                                          |
| 2005      | ダウン・イン・ザ・バレー Down in the Valley                                  | 母親                     |                                                                                     |
| 2006      | ファウンテン 永遠につづく愛 The Fountain                                     | リリアン・グゼッティ博士 |                                                                                     |
| 2006      | ウィッカーマン The Wicker Man                                                | シスター・サマーズアイル |                                                                                     |
| 2006      | エレファント・キング The Elephant King                                       | ディアナ・ハント         |                                                                                     |
| 2006      | ラフ・ボーイズ ROUGH BOYZ 30 Days                                            | マウラ                   |                                                                                     |
| 2007      | ストーン・エンジェル The Stone Angel                                         | ヘイガー                 | 第20回東京国際映画祭コンペティション出品作                                          |
| 2007      | ブッシュ W.                                                                  | バーバラ・ブッシュ       |                                                                                     |
| 2007      | やさしい嘘と贈り物 Lovely, Still                                             | メアリー                 |                                                                                     |
| 2007-2011 | ビッグ・ラブ Big Love                                                        | ナンシー・ダットン       | テレビシリーズ、6エピソードに出演                                                   |
| 2008      | LAW & ORDER:性犯罪特捜班 Law & Order: Special Victims Unit                   | バーニー                 | テレビシリーズ エミー賞ゲスト女優賞（ドラマシリーズ部門）受賞                       |
| 2009      | ヒラリー・ダフ ハツ☆コイ According to Greta                                  | キャサリン               |                                                                                     |
| 2010      | ストレンジャー Main Street                                                   | ジョージアナ             |                                                                                     |
| 2011      | アナザー・ハッピー・デイ ふぞろいな家族たち Another Happy Day                | ドリス                   |                                                                                     |
| 2014      | インターステラー Interstellar                                                | マーフ                   |                                                                                     |
| 2014      | ドラフト・デイ Draft Day                                                     | バーブ・ウィーバー       |                                                                                     |
| 2014      | 殺人の啓示 死を誘う男 The Calling                                            | エミリー・ミカレフ       |                                                                                     |
| 2015      | アデライン、100年目の恋 The Age of Adaline                                   | フレミング・プレスコット |                                                                                     |
| 2016      | ハウス・オブ・カード 野望の階段 House of Cards                               | エリザベス・ヘイル       | Netflix ドラマシリーズ                                                              |
| 2017      | ハウス・オブ・トゥモロー The House of Tomorrow                               | 祖母                     |                                                                                     |
| 2019      | ルーシー・イン・ザ・スカイ Lucy in the Sky                                   | ナナ・ホルブルック       |                                                                                     |
| 2020      | 私というパズル Pieces of a Woman                                             | エリザベス・ワイス       |                                                                                     |
| 2023      | エクソシスト 信じる者 The Exorcist: Believer                                 | クリス・マクニール       |                                                                                     |

## 参照
1. ↑  Actors studio  retrieved 22/11/11
2. ↑  オスカー女優エレン・バースティン、84歳で監督デビュー！ - ライブドアニュース
3. ↑  Staff writer (undated). "Timeline — A Chronology of Key Events from Lessons in Becoming Myself". ellenburstyn.net (Burstyn's official website). Accessed December 20, 2009.